# Lukavac
Lukavac è una città e municipalità situata in Bosnia ed Erzegovina nel cantone di Tuzla con 46.731 abitanti al censimento 2013.
Geograficamente si trova a nord-ovest della città di Tuzla e a nord-est di Doboj. Lukavac è circondato dalle montagne Majevica, Ozren e Konjuh e si estende su una superficie di 352,66 km².
Appartengono alla municipalità di Lukavac, oltre a Lukavac città, numerosi villaggi tra cui: Babice, Berkovica Donja, Bistarac Donji, Bistarac Gornji, Brijesnica Gornja, Dobošnica Donja, Dobošnica Gornja, Devetak, Gnojnica, Hrvati, Huskići, Jaruške, Krtova I, Krtova II, Kruševica, Lukavac Mjesto, Milino selo, Modrac, Orahovica, Panjik, Poljice Donje, Poljice Gornje, Prokosovići, Puračić, Sižje, Smoluća, Stupari, Šikulje-Prline, Tabaci, Tumare e Turija.

## Popolazione
Secondo l'ultimo censimento della popolazione svoltosi qualche mese prima dell'inizio della guerra civile in Bosnia Erzegovina, la popolazione raggiungeva 56.830 abitanti di cui il 66,7% di origine bosniaca, il 21,6% di origine serba, il 3,8% di origine croata e un 8% di altre nazionalità..
| Etnia      | 2013            | 1991            | 1981            | 1971            |
| ---------- | --------------- | --------------- | --------------- | --------------- |
| Bosgnacchi | 38.561 (86,61%) | 38.080 (66,72%) | 34.845 (63,74%) | 34.010 (65,68%) |
| Serbi      | 1.499 (3,36%)   | 12.169 (21,32%) | 12.089 (22,11%) | 13.526 (26,12%) |
| Croati     | 1.524 (3,42%)   | 2.159 (3,78%)   | 2.592 (4,74%)   | 3.111 (6,00%)   |
| Jugoslavi  | 80 (0,17%)      | 3.424 (5,99%)   | 4.245 (7,76%)   | 613 (1,18%)     |
| altro      | 2.856 (6,41%)   | 1.238 (2,16%)   | 895 (1,63%)     | 521 (1,00%)     |
| Totale     | 44.520          | 57.070          | 54.666          | 51.781          |

## Economia
La città di Lukavac si trova nelle immediate vicinanze di un'importante area industriale dove operano diverse multinazionali come la Sisecam Soda Lukavac che produce carbonato di sodio e la FCL Lukavac, multinazionale appartenente al gruppo austriaco Asamer Holding, impegnata nella produzione di cemento e calce.

## Sport
La città ha una squadra di calcio, il FK Radnički.

## Amministrazione

### Gemellaggi
- Brema